# Sam LaPorta
Samuel LaPorta (Highland, 12 gennaio 2001) è un giocatore di football americano statunitense che milita nel ruolo di tight end per i Detroit Lions della National Football League (NFL).

## Carriera universitaria
Nella sua prima stagione a Iowa nel 2019, LaPorta disputò 12 partite, di cui 2 come titolare, con 15 ricezioni per 188 yard. L'anno successivo disputò come titolare cinque gare su otto, facendo registrare 27 ricezioni per 271 yard e un touchdown. Fece ritorno come titolare nel 2021, totalizzando 53 ricezioni per 670 yard e 3 touchdown.  Nel 2022 ebbe 58 ricezioni per 657 yard. Concluse la carriera nel college football al quattordicesimo posto della storia di Iowa per yard ricevute (1.786, secondo tra i tight end), con 153 ricezioni (primo tra i tight end).

## Carriera professionistica

### Detroit Lions
LaPorta fu scelto nel corso del secondo giro (35ª scelta assoluta) del Draft NFL 2023 dai Detroit Lions. Debuttò come professionista partendo come titolare nella gara del primo turno ricevendo 5 passaggi per 39 yard dal quarterback Jared Goff nella vittoria a sorpresa in casa dei Kansas City Chiefs campioni in carica. Nel terzo turno segnò il suo primo touchdown nella vittoria sugli Atlanta Falcons. In quella partita divenne solamente il secondo tight end dei Lions dal 1970 (dopo T.J. Hockenson) a fare registrare 75 yard ricevute in una gara. Nella settimana 5 segnò per la prima volta due touchdown nella vittoria sui Carolina Panthers. Nella partita della settimana 8, la vittoria 26-14 contro i Las Vegas Raiders, LaPorta fece registrare otto ricezioni per 57 yard e un touchdown, stabilendo il record per i Lions di numero di ricezioni per un tight end rookie con 43, superando il precedente primato di Charlie Sanders di 40 stabilito nel 1968. Nel tredicesimo turno ricevette 140 yard e un touchdown nella vittoria sui New Orleans Saints, prestazione che gli valse il riconoscimento di rookie della settimana. Due settimane dopo segnò per la prima volta tre touchdown su ricezione nella vittoria sui Denver Broncos, venendo nuovamente premiato come rookie della settimana. Nell'ultimo turno con un touchdown nel primo quarto batté il record NFL per ricezioni da parte di un tight rookie appartenente a Keith Jackson (superato l'anno successivo da Brock Bowers). Quella tuttavia fu l'unica ricezione della sua partita poiché nel secondo quarto fu costretto a lasciare il campo per un infortunio al ginocchio. A fine stagione fu convocato per il suo primo Pro Bowl e inserito nel Second-team All-Pro dopo essersi classificato quarto nella NFL con 10 touchdown su ricezione. Fu inoltre inserito nella formazione ideale dei rookie dalla Pro Football Writers of America.
Nella settimana 13 della stagione 2024, nella gara del Giorno del Ringraziamento, LaPorta segnó due touchdown, contribuendo alla decima vittoria consecutiva dei Lions.

## Palmarès
- Convocazioni al Pro Bowl: 1

2023
- Second-team All-Pro: 1

2023
- Rookie della settimana: 2

13ª e 15ª del 2023
- PFWA All-Rookie Team - 2023